# Nati con la camicia
Go for It ou Nati con la camicia é um filme de aventura e comédia italiano de 1983, que parodia filmes de espionagem, estrelado por Terence Hill e Bud Spencer. Foi filmado em Miami, Flórida.

## Enredo
O caminhoneiro Doug O'Riordan é um ex-condenado que dá carona ao andarilho Rosco Frazer, um charmoso trapaceiro. No meio da viagem, eles acabam sendo confundidos com ladrões pela polícia local, que persegue os dois. Para fugir da enrascada, Doug e Rosco seguem para o aeroporto e viajam para Miami, assumindo a identidade de dois passageiros atrasados. Porém, eles não sabiam que os dois passageiros eram agentes do governo americano, sendo-lhes entregue uma maleta com documentos e um milhão de dólares. Chegando aos Estados Unidos, são recebidos pela CIA e precisam encarar uma missão ultra-secreta.

## Elenco
- Terence Hill: Rosco Frazer / Agente Steinberg
- Bud Spencer: Doug O'Riordan / Agente Mason
- Buffy Dee: Vilão K1
- David Huddleston: Tigre
- Riccardo Pizzuti: Sr. Aranha
- Faith Minton: O Vampiro
- Dan Rambo: Jeremy Scott
- Susan Teesdale: garçonete
- Dan Fitzgerald: Leonard
- Woody Woodbury: Agente do avião